# Maxus G20
Pour les articles homonymes, voir G20 (homonymie).
Le Maxus G20 est un modèle monospace produit par le constructeur automobile chinois Maxus depuis 2019.

## Historique et description du modèle
Le Maxus G20 a fait ses débuts en avril 2019 au Salon de l'automobile de Shanghai en tant que version plus moderne et luxueuse du G10 et possède une configuration qui varie entre six et huit sièges. Il est également disponible en trois modèles : Luxury, Luxury Executive et Deluxe.
Le G20 est disponible avec 2 options de moteur, un moteur à essence turbo à injection directe de 2L produisant 218 ch (160 kW) et 350 N m et un moteur turbo diesel SAIC π 2,0 L produisant 163 ch (120 kW) et 375 N m et utilisant une boîte automatique à huit vitesses ZF-8AT,. Le prix du Maxus G20 varie de 183 800 à 259 800 yuans.
Un concept du G20, le G20FC, a été dévoilé au Salon de l'auto de Shanghai 2019, alimenté par une pile à combustible de 201 ch et possédant une autonomie allant jusqu'à 550 kilomètres et a un temps de rechargement de cinq minutes.

### Euniq 7
En septembre 2020, Maxus a présenté une version à hydrogène du G20, nommée Maxus Euniq 7, avec pour objectif de vendre annuellement plus de 10 000 unités d'ici 2025.

### Lifting
En février 2021, Maxus a présenté le modèle G20 lifté, nommé Maxus G20 Plus, SAIC et ByteDance ont en fait le premier monospace à être équipé de l'application Volcano Car Entertainment.